# Julius Ruska
Julius Ferdinand Ruska (9 janvier 1867 à Bühl – 11 février 1949 à Schramberg) est un orientaliste allemand, spécialiste de l'histoire des sciences.

## Biographie
Dans le cadre de ses travaux de recherche universitaire, il a travaillé à l'étude de la littérature alchimique et de la science islamique, faisant avancer la connaissance des textes (sources, attributions) et proposant des traductions. Il a abordé de nombreux textes dont celui de la Table d'émeraude, un texte hermétique traditionnel.
À partir de 1924, il prit la tête d'un institut à Heidelberg, ville où il avait été étudiant.
Parmi ses sept enfants, Ernst Ruska et Helmut Ruska (de) ont chacun connu le succès dans le champ de leurs activités respectives.

## Publication
- (de) Tabula Smaragdina. Ein Beitrag zur Geschichte der hermetischen Literatur, Carl Winter, Heidelberg, 1926. [PDF] [lire en ligne]